# Daiza

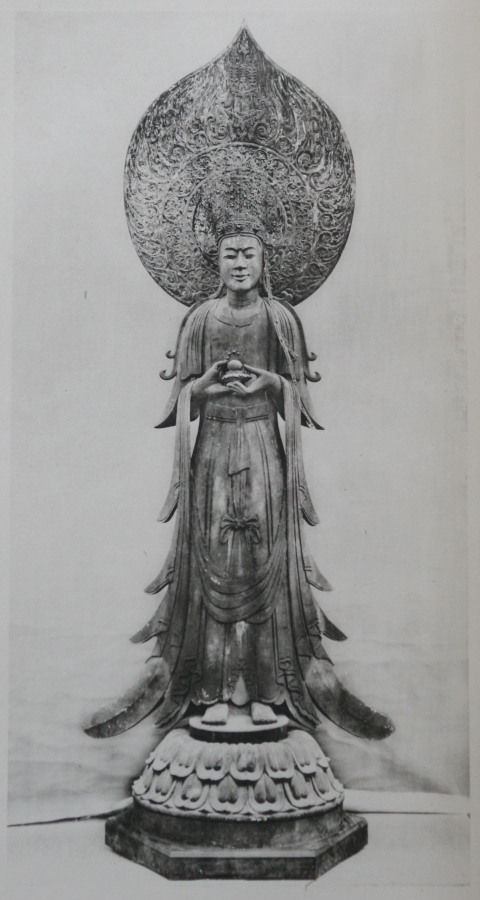
Statue einer Guze Kannon auf einem schlichten Renge-za

Daiza (jap. 台座, Kyūjitai: 臺座) ist die japanische Bezeichnung für Podest oder Sockel vornehmlich zum Aufstellen von Buddha-Statuen. Insbesondere in Zusammenhang mit der Weihe von Buddha-Statuen werden verschiedene Sockelformen unterschieden. Die Sockelformen hängen damit zum einen von der Art der Buddha-Statue, für die sie bestimmt sind ab, zum anderen von der Epoche, in der sie entstehen.

## Formen
Die nachfolgenden Sockelformen sind alphabetisch angeordnet.
- Chōjū-za (鳥獣座) / Kinjū-za (禽獣座) / Shiga-za (四鵞座): ist ein Podest in Form eines Vogels oder wilden Tieres. Ikonografischen Darstellungen zufolge nutzten Gottheiten Tiere zur Fortbewegung. Entweder sitzt die Gottheit direkt auf dem Tierpodest oder es liegt ein Lotosblatt zwischen Gottheit und Tierkörper.[2]
- Daibutsu-za (大仏座): ist eine Form des Renge-za, das für Daibutsu, sehr große Buddha-Statuen, verwendet wird.[3]
- Iwa-za (岩座, Steinsockel) / Banjaku-za (盤石座, Felssockel): ist eine allgemeine Bezeichnung für ein Steinpodest, das zumeist für Statuen von Wächtern und Schutzgottheiten (Myōō) verwendet wird. Man unterscheidet zwei Grundformen: einen einfachen Stein oder Fels einerseits und eine rechteckige Form mit Holzeinfassung andererseits. Eine Form, die ebenfalls zu den Steinsockel gehört ist der Shitsushitsu-za.[4]
- Kamachi-za (框座): Das namensgebende Schriftzeichen kamachi (框) bedeutet wörtlich Rahmen. Die Bezeichnung geht auf den Brauch zurück alte Fensterrahmen als Basis eines Sockels zu verwenden. In der Regel werden zwei, eine obere und eine untere, kamachi-Ebene verwendet, verbunden durch einen treppenartigen Tritt dazwischen. Die kamachi müssen nicht zwingend rechteckig sein; häufig besitzen sie auch eine hexagonale, oktogonale oder runde Form.[5]
- Kayō-za / Kashō-za (荷葉座): bezeichnet eine Sockelform, die einem glockenförmig umgestülpten Lotoblatt gleicht, dessen Ränder an der Standfläche umgebogen sind und eine kleine Einbuchtung bilden. Diese Sockelform, die mit dem esoterischen Buddhismus im 9. Jahrhundert nach Japan kam, wurde für himmlische Geschöpfe verwendet.[6]
- Kumo-za / Kashō-za (雲座): ist eine Kombination aus Renge-za und einer Basis in der Form von Wolken. Diese Sockelform wurde vielfach in der Heian-Zeit eingesetzt.[7]
- Mokake-za (裳懸座): bezeichnet einen in der Regel rechteckigen Sockel, der von der herabhängenden Robe der Statue, die sie trägt, verdeckt ist. Das Teil des Gewandes, das über den Sockel zu hängen scheint, gehört ebenfalls zum Sockel und nicht zur Statue. Erste Beispiele dieser Sockelform finden sich in China bereits im 5. Jahrhundert.[8][9]
- Raiban-za (礼盤座): ist ein hölzernes Podest, das über dem Sitz eines Abtes angebracht ist und das daher die beschirmende Funktion eines Baldachins andeutet.[10]
- Renge-za (蓮華座, etwa Lotosblüten-Postament): bezeichnet den am häufigsten verwendeten Sockel in Form einer blühenden Lotosblüte, als Symbol der Makellosigkeit des Bosatsu, dessen Abbild der Sockel trägt. Diese Form des Sockels besteht in seiner komplexen Ausführung aus drei Teilen: einer Basis für den Sockel, einem säulenartigen Zwischenstück und einer Lotosblüte als krönendem Abschluss und Plattform für die Statue.[11][12]
- Seirei-za / Shōryō-za (生霊座): ist eine Sockelform die aus Renge-za als Unterbau und einem Tier oder der Darstellung eines Dämons (邪鬼, jaki) kombiniert ist.[13]
- Senji-za (宣字座) / Shumi-za (須弥座): ist ein zusammengesetzter Sockel, der aus zwei rechteckigen und in der Regel unterschiedlich großen Platten besteht, mit einer kistenförmigen Säule dazwischen. Der Sockel erinnert in seinem Aufbau an das namensgebende Schriftzeichen 宣. Diese Sockelform war vornehmlich vom 7. bis 9. Jahrhundert in Gebrauch.[14] Die alternative Bezeichnung Shumi-za hat ihren Ursprung in der Ähnlichkeit der Sockelform mit dem heiligen Berg Shumizen (須弥山), der das Zentrum der Welt bildet.[15]
- Shitsushitsu-za (瑟々座): Diese Form wird zumeist für die Gottheit Fudō Myōō verwendet.[16]
- Suhama-za (洲浜座): bezeichnet eine Podest in Form einer Sandbank. Charakteristisch für dieses zu den Steinsockeln (iwa-za) gehörigen Sockels ist eine flache Oberfläche und natürlich anmutende, wellenförmige Seiten. Diese Sockelform wurde im 8. und 9. Jahrhundert für Mönche und himmlische Wesen verwendet.[17]
- Tō-za (榻座): ist ein zylindrischer Sockel, der häufig für Statuen im Halblotossitz (半跏趺座, hanka fuza) verwendet wird. Bedeckt das Gewand der Statue auch den Sockel, dann spricht man auch von einem Mokake-za. Die anschaulichsten Beispiele stammen aus dem 7. Jahrhundert.[18]

In einem weiteren Sinne gehören auch frühe Formen des Stuhls zu den Daiza. So etwa der im Zen Buddhismus populäre kyokuroku (曲禄, wörtlich: gekrümmtes Holz). Man unterscheidet zwischen klappbaren und feststehenden Stühlen, letztere in der Regel mit vier Füßen.